# 新古惑仔之少年激鬥篇
《新古惑仔之少年激鬥篇》即依據香港漫畫家牛佬所繪製的漫畫《古惑仔》為基礎，再進行改編的電影作品，本片由嘉禾公司出品，為主角陳浩南少年時期的人物外傳，為配合電影劇情，牛佬開畫江湖漫畫《少年陳浩南》為跨媒體衍生作品。

## 劇情簡介
1989年，陳浩南、山雞、包皮和巢皮一群在藍田邨長大的朋友，在藍田配水庫遊樂場足球場內玩耍，碰到靚坤強行索取保護費，引起雙方人馬衝突。此時，幸得大佬B路過勸阻，勸退靚坤不該欺凌。
某日，陳浩南在校門前為了Kelly，阻擋追求者豬兜，引來他的不滿。陳浩南一群人平日學業不算突出，偶而在山上練習Band。
不久，陳浩南一群人參加學校舉辦音樂比賽，獲得現場學生一致好評，但搖滾音樂卻惹來校長的誤解，並將一干人等全部驅逐出校。
怎料，豬兜率領一班人馬在圍堵，仗勢欺人將陳浩南痛毆一頓，幸好警察隨即趕到阻止打鬥，將一群人全部帶往警局拘留。
但是，警察總認為陳浩南是古惑仔，對他有偏見，家中長輩也總認為陳浩南遊手好閒與流氓無異，原無意成為古惑仔的陳浩南在各界異樣眼光歧視後把心一橫，踏入黑道這條江湖路……

## 人物角色
| 角色名稱       | 演員               | 備註 |
| -------------- | ------------------ | --- |
| 陳浩南         | 謝霆鋒             | 劇初為中學生 後加入成為洪興社成員 |
| 趙山河／山雞   | 李燦森             | 洪興社成員，在此劇裡改編成比陳浩南、包皮、巢皮他們早先一步追隨大佬B成為洪興社成員。追隨大佬B原因是因為曾在酒店泡妞時發生誤會，而後正好碰見人在酒店的大佬B。之後在大佬B喬事擺平以後就成了大佬B頭馬加入洪興社 |
| 鄧智勇／大佬B  | 吳志雄             | 洪興社堂主，為救後來被捉走的陳浩南而在東星社自殘 |
| 李乾坤／𡃁坤   | 吳鎮宇             | 洪興社堂主，與沙蜢互相勾結並出賣大佬B致後來結怨。最後因為與未成年少女發生性行為而入獄 |
| 沙蜢           | 黃子揚             | 東星社堂主，東星五虎之一金毛虎，傻標的弟弟。傻標被陳浩南殺死後，捉了陳浩南並將他虐待至半死 |
| 阿菲           | 舒淇               | 舞廳小姐，大頭的女友。與陳浩南有微妙的情愫關係，後與大頭分手離開香港。離開前並傳簡訊向陳浩南告別 |
| Kelly          | 何嘉莉             | 學校同學，陳浩南喜歡對象，但沒在一起。之後在出國念書前與陳浩南告別 |
| 楊添／大頭仔   | 吳彥祖             | 洪興社成員，阿菲男友，最後分手 |
| 包達明／巢皮   | 袁偉豪             | 劇初為中學生，後加入成為洪興社成員 |
| 包達二／包皮   | 余家豪             | 劇初為中學生，後加入成為洪興社成員 |
| 朱偉秋／豬兜   | 何沛東             | 洪興社成員，𡃁坤手下，後改投東星社沙蜢手下。經常找陳浩南、山雞等人麻煩，最後在大火拼時被陳浩南追擊，失足身亡                                                                                                |
| 傻標           | 王俊棠             | 東星社堂主，沙蜢的哥哥。後被陳浩南殺死 |
| 駱駝           | 陳惠敏             | 東星社龍頭 |
| 嫲嫲           | 羅蘭               | 陳浩南的祖母 |
| 陳淑芳         | 韓馬利             | 陳浩南的母親，最後患癌症身亡。臨死前來不及見陳浩南最後一面 |
| 阿雄           | 盧雄               | 救護人員，陳浩南的繼父 |
| May            | 林芷筠             | 巢皮女友 |
| 牛雄           | 元彬               | 灣仔警署警察，在劇初此時為一位小警員。負責偵辦陳浩南被豬兜一群人馬找麻煩的事 |
| 小寶           | 劉寶賢             | 洪興社成員，大佬B手下 |
| 基哥           | 李兆基             | 洪興社堂主 |
| 信哥           | 蔡業信             | 洪興社堂主 |
| 孔Sir          | 羅利期(Joe Junior) | 學校老師 |
| 校長           | 陳錫濂             | |
|                | 嚴慧雯             | |
|                | 黃穎儀             | |
|                | 程小龍             | 洪興社堂主 |
|                | 何錦華             | Kelly母親 |
|                | 黃栢仁             | |
|                | 鄧國泰             | |
|                | 文西               | |
| 崔小小／十三妹 | 吳君如             | 客串，劇中期還尚未成為洪興社成員。在劇中期陳浩南、山雞他們與豬兜他們被警察追捕時。包皮誤打誤撞跑到旺角砵蘭街鬧區時問路，還一度誤以為包皮是從大陸來的。之後還告知包皮如何乘車回藍田。                        |
| 張美潤         | 楊恭如             | 客串，劇中期為十三妹閨蜜好友。與十三妹一同捉弄誤打誤撞前來旺角砵蘭街的包皮。 |

## 獎項
| 年份   | 頒獎典禮             | 獎項       | 名字   | 結果 |
| ------ | -------------------- | ---------- | ------ | ---- |
| 1999年 | 第18屆香港電影金像獎 | 最佳新演員 | 謝霆鋒 | 獲獎 |

## 電影歌曲

### 主題曲
| 歌名       | 演唱者 | 作曲   | 填詞 | 編曲   |
| 〈開放日〉 | 謝霆鋒 | 伍樂城 | 林夕 | 伍樂城 |

### 插曲
| 歌名                  | 演唱者 | 作曲   | 填詞 | 編曲   |
| 〈前前後後 左左右右〉 | 謝霆鋒 | 伍樂城 | 林夕 | 伍樂城 |
| 〈活火山〉            | 謝霆鋒 | 伍樂城 | 李敏 | 伍樂城 |
| 〈兩種人〉            | 何嘉莉 | 伍樂城 | 林夕 | 伍樂城 |
| 〈問我〉              | 陳麗斯 | 黎小田 | 黃霑 |        |

## 劇情與正傳出入之處
《新古惑仔之少年激鬥篇》此片與《古惑仔》正傳不同的是少了「大天二」這個角色，而且在《古惑仔之人在江湖》裡開頭陳浩南、山雞、大天二、包皮、巢皮等人球場被靚坤欺負，追隨大佬B的故事設定於1985年。而《新古惑仔之少年激鬥篇》這部則是改編成1989年，比《古惑仔》正傳裡開頭的時空背景晚4年。在《古惑仔》正傳裡陳浩南、山雞等人在球場被靚坤欺負之後，追隨大佬B為小弟。在《新古惑仔之少年激鬥篇》此片裡山雞這角色改編成比陳浩南、包皮、巢皮他們早先一步追隨大佬B。

## 政治隐喻
故事由 《古惑仔之人在江湖》裏陳浩南少年時期1985年，改為設定以1989年為背景，劇中新聞報導現實中的「六四事件」，以「洪興」與「東星」大廝殺血流成河，對比「六四事件」電視新聞的衝突畫面，旁邊字幕打出「有人為了爭取民主自由而流血，有人為了個人理想而流血，也有人不知為了什麼而流血」的旁白。

## 電影彩蛋
向經典香港電影致敬
- 該電影為1996年電影《古惑仔之人在江湖》的前傳，而陳浩南等人在在藍田配水庫遊樂場足球場被靚坤欺負的經典一幕重启拍攝

- 劇中飾演反派「豬兜」的演員何沛東[3]曾參與多套童黨，邊緣青年問題和校園寫實電影如《尖東老泥妹之四大天后》、《童黨》、《學校風雲》[3][4]

向《靚妹仔》致敬
- 本電影的編劇文雋與1982年香港電影經典作品《靚妹仔》相同
- 劇中陳浩南等人於學校音樂比賽中途被校長下令離校後，一位老師感嘆：「唉！點解唔好好地讀書呢？」，此對白致敬電影《靚妹仔》女主角碧琪被校長下令離校後，一位老師感嘆的相同經典對白
- 劇終陳浩南紋身的一幕，亦致敬電影《靚妹仔》女主角碧琪紋身的一幕

呼應現實
- 劇中一幕演巢皮角色的袁偉豪被取笑對白「望咩呀？飲你嘅維他奶啦！」，現實中他在電影上映前（1998年）曾替維他奶拍攝廣告。
- 劇中一幕演包皮角色和山雞角色在調侃期間提及Beyond樂隊及日本漫畫多啦A夢中角色「技安」，現實中Beyond樂隊為電影背景1989年的流行樂隊；而「技安」是現實中日本漫畫多啦A夢的角色名字，多啦A夢香港配音演員林保全女兒林芷筠為劇中巢皮角色女友
- 劇中新聞報導現實中發生的「六四事件」

電影宇宙
- 少年包皮在旺角砵蘭街撞到十三妹等人與電影《古惑仔情義篇之洪興十三妹》的相同電影宇宙關聯起來。

澳氹大橋
- 劇中陳浩南等人在澳門避風頭，少年巢皮對包皮說：「跑過去？條橋咁長，我驚未跑過去就已經死鬼左！」。而巢皮正正是《古惑仔之人在江湖》中在橋上被人斬死，與《古惑仔之人在江湖》故事內容呼應。

## 軼事
- 香港演員謝霆鋒在拍攝以及電影上映時年紀只有17歲，不符合入場觀看三級影片的法定年齡，故僅能在首映典禮的會場外活動，並無法進場觀看。參見香港電影分級制度。
- 2018年，謝霆鋒於節目《12道锋味》重提自己17歲拍《新古惑仔之少年激鬥篇》時受傷一事，談及去到醫院縫針時，要求醫生讓他縫最後一針[5]。

## 影片分級
| 國家/地區 | 分級 |
| 香港      |      |
| 澳門      | D組  |

## 外部連結
- 開眼電影網上《新古惑仔之少年激鬥篇》的資料（繁體中文）
- 香港影庫上《新古惑仔之少年激鬥篇》的資料（繁體中文）
- 时光网上《新古惑仔之少年激鬥篇》的資料（简体中文）
- 豆瓣电影上《新古惑仔之少年激鬥篇》的資料 （简体中文）
- 爛番茄上《新古惑仔之少年激鬥篇》的資料（英文）
- AllMovie上《新古惑仔之少年激鬥篇》的资料（英文）
- 互联网电影数据库（IMDb）上《新古惑仔之少年激鬥篇》的资料（英文）